# Бои на Полоцком направлении (1919)
Бои на Полоцком направлении в 1919 году — бои между наступающими частями Войска Польского и обороняющимися частями Красной Армии в сентябре — ноябре 1919 года.

## Наступление польских войск
После боёв в августе 1919 года на полоцком направлении отступившие советские войска ограничивались прикрытием и усилением фронта на линии озер Язно — Долгое — Шо. Лишь в первых числах сентября советская 17-я стрелковая дивизия начала наступление между 1-й польской пехотной дивизией и 8-й пехотной дивизией. В связи с успехом советского наступления генерал С. Шептицкий усилил 8-ю пехотную дивизию двумя батальонами и двумя артиллерийскими батареями из Великопольской группировки. Даже не успев получить подкрепления, поляки остановили советское наступление, и 14 сентября 1-я кавалерийская бригада при поддержке частей 8-й пехотной дивизии захватила Дисну. После окончания сосредоточения Великопольской группировки и прибытия 13-го пехотного полка из Вильно 8-я дивизия начала наступление на Полоцк и Лепель.
Советские войска оказали ожесточенное сопротивление вдоль железнодорожной линии на Полоцк, используя бронепоезд. После тяжелых боев с частями советской 17-й стрелковой дивизии были форсированы Нача и Ушача, а 21 сентября был захвачен полоцкий пригород Экимань, расположенный на левом берегу Двины. Красноармейцы, отступая за реку, разрушили мостовую переправу, и полякам не удалось создать плацдарм на правом берегу реки. Их артиллерия, расположенная в районе Экимани, стала обстреливать ж/д станцию в Полоцке, что затруднило противнику использование этого важного железнодорожного узла.
На другом направлении части 8-й стрелковой дивизии заняли Ушачи, деревню Гомель и, ликвидировав советский плацдарм, захватили Уллу, расположенную 50 км юго-восточнее Полоцка. Наступление на Лепель было несколько хуже из-за сложных условий местности, болот и лесов. Части 13-го и 33-го пехотных полков вошли в город лишь 27 сентября, а затем захватили деревню Камень, 20 км северо-восточнее, по дороге на Уллу.

## Контрнаступление советских войск
Командование Западного фронта (командующий В. М. Гиттис), заметив опасность дальнейшего продвижения поляков к Витебску, приказало перейти в контрнаступление с целью оттеснить их за линию Березины и Ауты. В последующие недели советское командование ввело в бой 53-ю стрелковую дивизию. Ее основной задачей было вернуть себе левобережную часть Полоцка и оттеснить поляков от Двины. 4 и 5 октября 91-й, 92-й, 95-й и 93-й стрелковые полки атаковали без успеха, а 9 октября атаковала группировка, усиленная 90-м и 94-м стрелковыми полками. Перед фронтом 8-й дивизии также были сконцентрированы 461-й, 463-й и 464-й стрелковые полки, переброшенные из района Борисова.
16 октября советские войска перешли в контрнаступление и заняли Пышно, отрезав части 13-го и 33-го польских полков в Лепеле от переправы на Березине. Однако, несмотря на отсутствие связи с остальной частью дивизии, полки с боем пробились через Пышно на западный берег реки. 21 октября советский стрелковый полк успешно атаковал и выбил польский 33-й пехотный полк из Ушач и заставил отойти на рубеж реки Аута и озера Долгое. Отступление привело к отходу и 21-го пехотного полка также к линии озера. Одновременно советские войска выбили 36-й пехотный полк из Экимани и образовали здесь плацдарм.

## Восстановление позиций
Успех наступления советской 16-й армии в полосе обороны 8-й пехотной дивизии обеспокоил генерала Шептицкого. Он решил поддержать этот участок полками 1-й литовско-белорусской дивизии под командованием генерала Юзефа Ласоцкого, которая в третьей декаде октября по железной дороге достигла Докшиц. Бойцы этой дивизии вошли в состав группы генерала Стефана Мокшецкого вместе с 8-й пехотной дивизией, усилив весь участок верхней Березины и линию обороны в районе озер Долгое и Шо. Вскоре 4 ноября контратака объединенных сил 8-й дивизии и 5-го и 6-го пехотных полков 1-й дивизии легионов привела к восстановлению линии фронта под Полоцком по Двине. К 8 ноября польские части вышли на линию фронта, занятую во время сентябрьского наступления, и перешли к 
обороне.